# Club Sportivo Trinidense
El Sportivo Trinidense es un club de fútbol de Paraguay que milita actualmente en la Primera División de Paraguay. Está situado en el barrio Virgen de la Asunción del distrito de Santísima Trinidad, en la ciudad de Asunción. Sus partidos como local los juega en el Estadio Martín Torres. Su clásico rival es el club Rubio Ñu, cuyo estadio se encuentra a 1 km de distancia, dicho derbi es conocido como el Clásico de Trinidad.

## Historia
El Trinidense fue fundado inicialmente por una compañía petrolífera estadounidense, cuya cancha estaba ubicada sobre la Avda. Artigas entre Cañadón Chaqueño y Santísima Trinidad (donde actualmente está el local bailable de Tropi Club). Posteriormente el 11 de agosto de 1935 fue refundado en el domicilio de Manuel Arce González ubicado en la calle Molas López Nro. 162 esquina Bogotá, del barrio Santísima Trinidad. El señor Manuel Arce fue el primer presidente del club, constituyendo su comisión directiva con personas cofundadoras entre los que se recuerda al señor Martín Torres, que fue síndico en el momento de la fundación y siendo este el primer fallecido de entre los fundadores. En el año 1957, se decidió que el estadio lleve su nombre.
Muchos otros pobladores del barrio han sido presidentes, miembros de la comisión directiva y jugadores, apoyados estrechamente por la masa societaria que constituían los vecinos del club.

### Inicios y primeros títulos
En sus inicios el club competía en los campeonatos de la Federación Paraguaya de Deportes y de la Liga Amateur de Football entidades paralelas a la Asociación Paraguaya de Fútbol. Luego pasó a competir en los campeonatos de ascenso de la Liga Paraguaya de Football actual (A.P.F.), consiguió su primer título en 1982 siendo campeón de la Tercera División denominada Segunda de Ascenso, que era la última división del fútbol paraguayo en esos tiempos. Ascendió a la Segunda División denominada en esos tiempos Primera de Ascenso para luego volver a descender. Repitió el título de campeón de la Tercera División en los años 1987 y 1990.

### Primera incursión en Primera División
Sportivo Trinidense militó en la Primera División en el Torneo Nacional de 1994 como subcampeón de la Primera de Ascenso de 1993 (perdió ante el Humaitá de Mariano Roque Alonso). Solo estuvo un año en la categoría, pues acabó tras una pobre campaña de 15 puntos en 38 partidos, en 17.º lugar o último entre los metropolitanos.
Compitió en la Segunda División en las temporadas 1995 y 1996 denominada Primera de Ascenso en esos tiempos, en 1997 la Asociación Paraguaya de Fútbol reorganiza los campeonatos de ascenso creando la División Intermedia, como la nueva Segunda División, así Sportivo Trinidense pasó para ese año de la segunda a la tercera división.
Compitió en la Tercera División desde 1997 hasta el 2002 en la que se consagró campeón y logró su ascenso a la División Intermedia. No pudo mantenerse en la División Intermedia en la temporada 2003 y volvió a descender a la Tercera División. En la temporada 2004 de la Tercera División el club terminó en el tercer puesto. En la temporada 2005 logró el subcampeonato y el ascenso a la División Intermedia.

### Segunda y tercera incursión en Primera División
En 2006 logra el subcampeonato de la División Intermedia y obtiene el derecho a jugar en la división profesional, de la mano del presidente Federico Antonio Zelada. Sin embargo, al año siguiente el equipo auriazul termina último en el promedio y desciende de nuevo de categoría, a pesar de ser 8.º en el Torneo Apertura y 9.º en el Clausura, de entre 12 clubes. Después de dos temporadas en la Segunda División, sale por vez primera campeón de Ascenso en la temporada 2009, con figuras como Rubén Benítez, Héctor Núñez, Pánfilo Escobar y Diego David Rodríguez y con Raúl Vicente Amarilla como D.T.
Luego, el club ganó un amistoso internacional antes de su reingreso a Primera División, el Torneo Cuadrangular de Montevideo organizado para colaborar con los evacuados por las inundaciones en Uruguay en diciembre del 2009. Derrotó en la final a la Selección Uruguaya de Segunda División en penales por 4 a 3 (habían empatado 1 a 1 en tiempo normal). También participaron la Mutual de Futbolers Profesionales y la selección B del mismo sindicato.
Con dicho éxito, compitió en la categoría principal en los torneos Apertura y Clausura en la que nuevamente no logró mantenerse para la temporada siguiente. Durante esa temporada se dio por vez primera la disputa del clásico de la zona de Trinidad en la Primera División, contra el Club Rubio Ñu; el primer partido jugó de local y empató 1-1 (7 de marzo), el mismo resultado se dio en la fecha 18.ª en que ofició de visitante el 7 de mayo. Las cosas cambiaron en el Clausura, pues perdió de local 1-2 y luego de visitante 1-0.
Compitió en la División Intermedia desde la temporada 2011, en la temporada 2013 realizó una buena campaña y terminó en el tercer puesto, solo a dos puntos de los puestos de ascenso.

### Efímero ascenso a Primera División (2017)
En la temporada 2016 de la División Intermedia logró el subcampeonato y así su cuarto ascenso a la Primera División.
Su regreso a la Primera División resultó muy complicada, en el Torneo Apertura 2017 el club finalizó en la última posición de la tabla y muy complicado con el promedio, logrando una sola victoria en 22 partidos. Agobiado por el promedio no pudo mejorar en el Torneo Clausura 2017, pese a que logró 4 victorias y a cuatro fechas de concluir el campeonato se concretó su descenso a la División Intermedia.

### De regreso a los campeonatos de ascenso (2018)
En la temporada 2018 de la Segunda División al club le costó acomodarse a la categoría, permaneciendo en la zona de descenso en gran parte del campeonato, pero finalmente en la última fecha logró la permanencia. En la Copa Paraguay 2018 el club fue una de las sorpresas del novel campeonato, siendo uno de los dos equipos de la Segunda División en llegar más lejos en la competencia. En la primera fase eliminó a Guaireña también de la Segunda División, en la segunda fase dio la nota al superar al Olimpia de la Primera División. En octavos de final de nuevo eliminó a un club de la Primera División, en este caso el club Nacional. Finalmente en cuartos de final cayó eliminado por la mínima (0-1) ante el Sportivo Luqueño de la Primera División.

### Primera participación internacional (2024)
Tras haberse posicionado 3.º en la tabla acumulativa de la Primera División del 2023 el club obtuvo por primera vez en su historia el derecho a competir en la Copa Libertadores a partir de la Fase 2. Tras vencer a El Nacional de Ecuador logró avanzar a la última fase antes de la fase de grupos, la Fase 3, donde se midío ante Colo-Colo de Chile, contra quien perdió con un resultado global de 2:3, por lo que fue transferido a la fase de grupos de la Copa Sudamericana 2024 quedando sorteado en el Grupo D contra Fortaleza de Brasil, Boca Juniors de Argentina y Nacional Potosí de Bolivia.

## Estadio
Está ubicado en el barrio Virgen de la Asunción el cual forma parte del distrito de Santísima Trinidad de la ciudad de Asunción. Cuenta con una capacidad de 3000 aficionados.

## Uniforme
- Uniforme Titular: Camiseta azul con franja horizontal y vertical amarilla formando una cruz, pantalón azul y medias azules.
- Uniforme Alternativo: Camiseta en blanca con franja horizontal y vertical azul formando una cruz, pantalón blanco y medias blancas.

El actual proveedor de indumentarias deportivas del Sportivo Trinidense es Saltarin Rojo Sports.

## Sportivo Trinidense en competiciones Conmebol
| Año  | Competición            | Ronda                    | Rival           | Local | Visita | Global |
| ---- | ---------------------- | ------------------------ | --------------- | ----- | ------ | ------ |
| 2024 | Copa Libertadores 2024 | Fase 2                   | El Nacional     | 1-1   | 1-0    | 2-1    |
| 2024 | Copa Libertadores 2024 | Fase 3                   | Colo-Colo       | 1-1   | 1-2    | 2-3    |
| 2024 | Copa Sudamericana 2024 | Fase de grupos (Grupo D) | Fortaleza       | 0-2   | 1-2    |        |
| 2024 | Copa Sudamericana 2024 | Fase de grupos (Grupo D) | Boca Juniors    | 1-2   | 0-1    |        |
| 2024 | Copa Sudamericana 2024 | Fase de grupos (Grupo D) | Nacional Potosí | 2-0   | 1-2    |        |

## Jugadores

### Plantilla 2025
Destacados
- Darío Lezcano
- Enrique Vera
- Williams Riveros I

## Palmarés

### Torneos nacionales
| Torneos nacionales oficiales | Torneos nacionales oficiales | Torneos nacionales oficiales |
| Competición                  | Títulos                      | Subcampeonatos               |
| ---------------------------- | ---------------------------- | ---------------------------- |
| Segunda División (2/3)       | 2009, 2022                   | 1993, 2006, 2016             |
| Tercera División (4/1)       | 1982, 1987, 1990, 2002       | 2005                         |